# 오네다리!! 마스캇토
《오네다리!! 마스캇토》(おねだり!!マスカット)는 TV 오사카가 전송하고, TV 도쿄에서 방송되었던 심야 버라이어티 프로그램이다. 전편인 《오네가이! 마스캇토》와 마찬가지로 약칭으로 오네마스라 불렸다. TV 도쿄에서 2009년 4월 6일부터 2010년 3월 29일까지 매주 화요일 새벽 2시부터 2시 30분까지 방송되었으며, 전체 52회로 구성되었다.
에비스 마스캇츠의 경우, 전편에 출연했던 멤버들을 1기생으로 취급했으며, 《오네다리!! 마스캇토》가 시작한 직후로 새로이 들어온 멤버를 2기생, 그리고 27회분에서 새롭게 참가한 멤버를 3기생으로 구분했다.
한편, 프로그램의 첫 오리지널 송 〈바나나 망고 하이스쿨〉이 방송 3회에서 등장하게 되었다.

## 출연자

### MC
- 오기야하기 (오기 히로아키, 야하기 켄)

### 게스트
- 오쿠보 카요코 (1 ~ 3, 5 ~ 17, 19, 22 ~ 52회)

### 나레이터
- 토미자와 미치에 (1 ~ 52회)

### 에비스 마스캇츠
| 1기생 AV 여배우 아오이 소라 (1 ~ 52회) 아사미 유마 (1 ~ 17, 19 ~ 52회) 오가와 아사미 (1 ~ 17, 19 ~ 52회) 카스미 리사 (1 ~ 19, 22 ~ 52회) 사야마 아이 (1 ~ 17, 19 ~ 52회) 니시노 쇼 (1 ~ 19, 22 ~ 52회) 하츠네 미노리 (1 ~ 52회) 후지우라 메구 (1 ~ 17, 19 ~ 52회) 미히로 (1 ~ 15, 18, 19, 22 ~ 52회) 요시자와 아키호 (1 ~ 19, 22 ~ 52회) Rio (1 ~ 52회) 그라비아 아이돌 안도 아이카 (1 ~ 19, 22 ~ 52회) 카와무라 리카 (1 ~ 17, 19 ~ 52회) KONAN (1 ~ 19, 22 ~ 52회) | 2기생 AV 여배우 사쿠라기 린 (1 ~ 52회) 미사키 미유 (1 ~ 17, 19 ~ 52회) 우에하라 카에라 (3 ~ 19, 22 ~ 52회) 키자키 제시카 (5 ~ 19, 22 ~ 52회) 그라비아 아이돌 오구라 하루카 (1 ~ 17, 19 ~ 52회) 나가사쿠 아이리 (1 ~ 19, 22 ~ 52회) 야마구치 아이미 (1 ~ 17, 19 ~ 52회) 카와무라 에나 (1 ~ 17, 19 ~ 52회) | 3기생 AV 여배우 카스미 카호 (27 ~ 52회) 키리하라 에리카 (27 ~ 52회) 사쿠라 코코미 (27 ~ 52회) |

## 전 출연자

### AV 여배우
- 츠키미 시오리 (1 ~ 9, 19회)
- 메구미 케이 (1 ~ 19, 22 ~ 41회)

### 그라비아 아이돌
- 사쿠라이 코즈에 (1 ~ 9, 19회)
- 토다 레이 (1 ~ 9, 19회)
- 키리노 미오 (27회)

### 모델
- 유리사 (1 ~ 15, 19회)

## 프로그램 코너
아래는 프로그램에서 진행되었던 여러 기획 중에서, 5회 이상 연출된 기획에 대해서 소개한다.
- 귀여운 고시엔(かわいい甲子園)

《오네다리!! 마스캇토》의 대표적인 코너였으며, 총 7회 방영되었다. 우선 에비스 마스캇츠 멤버들을 팀별로 나눈 후, 오기 히로아키가 제시한 주제에 맞게 귀여운 듯한 연기를 겨루는 대회이다. 만일 오기 히로아키가 판단했을 때 귀엽다면 홈런으로서 1점을 얻고, 귀엽지 않다면 아웃되었다. 야구 규칙과 동일하게 한 팀에서 한번에 쓰리아웃 될 때까지 연기할 수 있으며, 결판이 나지 않을 시 연장전을 치른다.
- 스캇토 텔레폰(スカットテレフォン)

스캇토 텔레폰은 의뢰자나 멤버들이 평소 찜찜하게 여겼던 대상을 소개한 뒤, 전화를 걸어 고민을 해소하던 코너이다. 전화 대상은 주로 연예인이다. 스캇토 텔레폰은 귀여운 고시엔과 더불어 프로그램의 대표격인 코너이기도 하다.
- 스캇토 메이저 리그(スカットメジャーリーグ)

에비스 마스캇츠 멤버 중 한명이 문제 출제자로 선정되며, 출제된 개념에 대해서, 개인적으로 본인보다 우월하다고 생각하는 멤버를 메이저, 열등하다고 생각하는 멤버를 마이너로 구분한 뒤, 과연 주제가 무엇인지 추리해보는 코너이다.
- 아오이 소라가 면전에서 지적하는 다큐멘터리(蒼井そらのダメ出しドキュメント)

상황극으로서, 리더인 아오이 소라가 구성원들을 혼내는 모습을 연출했다. 리더의 말을 흘려 듣는다던가, 지적하는 도중에, 주위에서 기묘한 행동을 하며 배회하는 멤버들이 등장한다.
- 총리대신비서 ○○○(総理大臣秘書○○○)

총리대신비서는, 마스캇츠 멤버 중 한 명을 선정해 매우 길고 복잡한 내용을 전화상으로 전해듣게 하고, 이후 전화상으로 무슨 말을 전달받았는지 되묻는 내용의 코너이다.
- 마스캇츠 앙케이트 위장 긴급 기자회견(マスカッツアンケート偽装緊急記者会見)

에비스 마스캇츠는 3개월마다 주기적으로, 설문에 본인이 목격하고 들은 수상쩍은 것들을 적는다. 이것을 홈룸을 비롯해 다양한 방식으로 방송상으로 공개하는데, 이 기획의 경우 실제 기자회견과 비슷한 상황을 연출해서, 멤버가 기자의 질문을 받아 답하는 식으로 진행되었다.
- 아키의 밤의 알림(アッキーの夜のお知らせ)

늦은 밤으로 묘사되는 세트에서, 일본 전통복을 입은 요시자와 아키호가 미닫이 문을 열며 "나리, 알려드릴 것이 있사옵니다."라는 말과 함께 비장하게 등장해서, "소형견을 마룻바닥에 올려놓으면 미끄러져 앞으로 나가지 못하옵니다."(43화)와 같은 알 수 없는 말을 하고 사라진다.
- 아사미 유마 눈물의 리사이틀(麻美ゆま涙のリサイタル)

《오네다리!! 마스캇토》이후 매 시즌마다 1회 이상 꾸준히 진행되었던 코너이다. 아사미 유마가 오기 히로아키와 함께 억지스러움이 묻어나는 상황극을 펼치며, 노래를 부르는 내용의 기획이다. 뜬금없는 선곡과 갑작스러운 친구의 등장과 같은 연출이 있다.
- 마스캇츠 홍백가합전(マスカット紅白歌合戦)

프로그램이 해를 넘기는 경우에 반드시 진행했던 프로그램으로, 오기 히로아키와 오쿠보 카요코 팀으로 나뉘어 출연자들이 노래를 불렀다. 홍백가합전의 패러디로서, 일본의 유명 가수나 애니메이션을 따라한 분장을 한 뒤, 대표곡을 불렀다.

## DVD
- 《오네다리!! 마스캇토 에헤헤 편》(おねだり!!マスカット エヘヘ編) 2010년 7월 21일, 포니 캐년
- 《오네다리!! 마스캇토 오호호 편》(おねだり!!マスカット オホホ編) 2010년 9월 1일, 포니 캐년
- 《오네다리!! 마스캇토 캬하하 편》(おねだり!!マスカット キャハハ編) 2010년 10월 20일, 포니 캐년

## CD
- 〈바나나 망고 하이 스쿨/하나 둘 셋 넷에 울어줘 with 눈물 네 자매〉 2010년 2월 17일, 유니버설 뮤직 재팬

## 출판물
- 《졸업앨범/에비스 마스캇츠》(卒業アルバム / 恵比寿マスカッツ) 2010년 3월 19일, 각켄 퍼블리싱 ISBN 9784056059076)

## 스태프
- 종합연출 : 맥코이 사이토
- 구성 : 사토 토시아키, 스즈키 코무덴
- 슈퍼바이저 : 진도 마사아키, 야베 준이치
- 카메라 : 아키야마 하야토
- 비디오 엔지니어 : 타카기 미노루
- 음향 : 모리타 아츠시
- 조명 : 이시이 켄지 (1 ~ 6회), 마에다 코지(7 ~ 9회)
- 미술 : 코바야시 마사노리
- 타이틀 : aivrick studio
- 메이크업 : 후지모토 레이, 니시무라 케이(MARVEE), 아마노 요시미(MARVEE), 사노 마호코(MARVEE)
- 스타일리스트 : 우에노 마호 (업워드), HITOMI
- 안무 : R2 CREATIVE RYONRYON
- VTR편집 : 마스다 나오토
- 영상편집 : 아세치 타카히코
- 음향효과 : 이와미 토모야
- 홍보 : 미요타 케이코 (ADEX)
- 어소시에이트 프로듀서 : 니카이도 케이
- 감독 : 아베 사치요
- 프로듀서 : 코바야시 타케오
- 기획협력 : 아라카와 산페이, 토리즈카 케이스케
- 협력 : Newteles, PROGRESSO, TRIBE LTD., The TUBE
- 제작협력 : SHO-GUN
- 제작저작 : PLUSMIC CFP

## 방송국
| 방송 지역            | 방송국              | 네트워크 | 방송 시간            | 첫 방송 시작    |
| -------------------- | ------------------- | -------- | -------------------- | --------------- |
| 오사카부             | TV 오사카 (TVO)     | TXN      | 목요일 01:20 ~ 01:50 | 2009년 4월 15일 |
| 홋카이도             | TV 홋카이도 (TVh)   | TXN      | 수요일 01:30 ~ 02:00 | 2009년 4월 14일 |
| 관동 광역권          | TV 도쿄 (TX)        | TXN      | 화요일 02:00 ~ 02:30 | 2009년 4월 6일  |
| 아이치현             | TV 아이치 (TVA)     | TXN      | 월요일 01:22 ~ 01:52 | 2009년 4월 12일 |
| 오카야마현, 가가와현 | TV 세토우치 (TSC)   | TXN      | 일요일 02:10 ~ 02:40 | 2009년 4월 25일 |
| 후쿠오카현           | TVQ 규슈 방송 (TVQ) | TXN      | 일요일 01:40 ~ 02:10 | 2009년 7월 4일  |
| 후쿠시마현           | TV-U 후쿠시마 (TUF) | JNN      | 금요일 01:29 ~ 01:59 | 2010년 3월 25일 |
| 시마네현, 돗토리현   | 산인 방송 (BSS)     | JNN      | 수요일 01:30 ~ 02:00 | 2010년 1월 5일  |
| 이시카와현           | 이시카와 TV (ITC)   | FNS      | 수요일 02:35 ~ 03:05 | 2009년 4월 14일 |
| 나가노현             | 나가노 방송 (NBS)   | FNS      | 토요일 02:12 ~ 02:42 | 2009년 4월 11일 |
| 구마모토현           | TV 구마모토 (TKU)   | FNS      | 수요일 01:35 ~ 02:05 | 2009년 5월 12일 |
| 가고시마현           | 가고시마 TV (KTS)   | FNS      | 일요일 01:05 ~ 01:35 | 2009년 4월 11일 |
| 미에현               | 미에 TV 방송 (MTV)  | JAITS    | 토요일 02:25 ~ 02:55 | 2009년 7월 8일  |
| 와카야마현           | TV 와카야마 (WTV)   | JAITS    | 월요일 01:10 ~ 01:40 | 2009년 11월 1일 |

- 미에 TV 방송은 2010년 3월 27일 방송분(37회)을 마치고 방영을 중단했다.

## 같이 보기
- 에비스 마스캇츠

| TV 오사카 목요일 01:20 프로그램                        | TV 오사카 목요일 01:20 프로그램                        | TV 오사카 목요일 01:20 프로그램                    |
| 이전 작품                                              | 작품명                                                 | 다음 작품                                          |
| ------------------------------------------------------ | ------------------------------------------------------ | -------------------------------------------------- |
| 토라도라! (2008년 10월 1일 ~ 2009년 3월 25일)          | 오네다리!! 마스캇토 (2009년 4월 15일 ~ 2010년 4월 7일) | CSI: 마이애미3 (2010년 4월 14일 ~ 2010년 6월 23일) |
| TV 도쿄 화요일 02:00 프로그램                          |                                                        |                                                    |
| 오네가이! 마스캇토 (2008년 10월 6일 ~ 2009년 3월 30일) | 오네다리!! 마스캇토 (2009년 4월 6일 ~ 2010년 3월 29일) | 토키 이야기 (2010s년 4월 5일 ~ 2010년 6월 28일)    |